# 蝙蝠 (劇作)
《蝙蝠》（英語：The Bat）是瑪麗·羅伯茨·萊因哈特和埃弗里·霍普伍德創作的三幕劇，由林肯·瓦根哈爾斯和科林·肯珀於1920年首次製作。故事結合了神秘和喜劇元素，講述科妮莉亞·範·戈德和客人在她租來的避暑別墅度過了風雨交加的夜晚，尋找相信藏在房子裏的贓款，同時被蒙面罪犯「蝙蝠」跟蹤，而蝙蝠的身分在最後一幕結束時真相大白。
《蝙蝠》改編自萊因哈特1908年神秘小說《圓形樓梯》，萊因哈特和霍普伍德因百老匯而將故事做了些改動，像是增加有名無實的對立角色。劇作與小說產生聯繫導致和塞利格透鏡公司產生電影版權法律糾紛，原因是該公司監製了1915年改編小說的同名電影。劇作以《夜晚盜賊》的名字進行預演後，以《蝙蝠》於1920年8月23日在百老匯莫羅斯科劇院開場。
《蝙蝠》名利雙收。劇作在紐約和倫敦分別演了867和327場，幾家巡迴劇團將其帶到其他地區。該劇於1937年和1953年在百老匯兩度重演。《蝙蝠》有數個改編版，包括1926年的小說版，雖是冠上萊因哈特和霍普伍德的名字，但由史蒂芬·文森特·本納特代筆。同時這也催生了（1926）、《蝙蝠密语》（1930）和《蝙蝠》（1959）三部改編電影。劇作和其改編作品促成了相同設定的喜劇類神秘作品，並以此為靈感創作漫畫超級英雄蝙蝠俠。

## 劇情

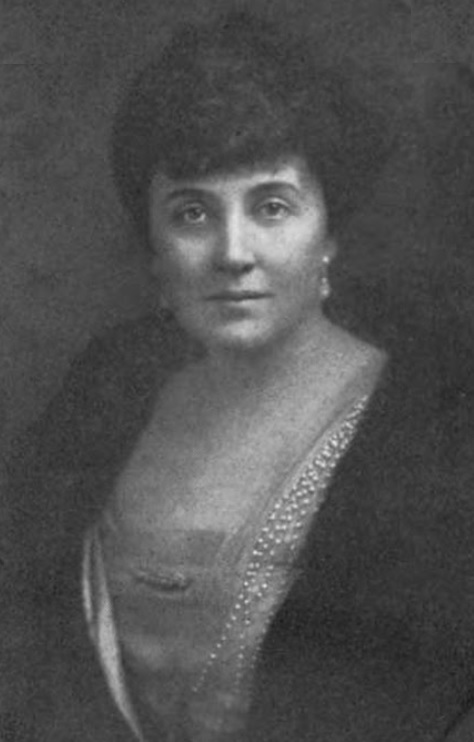
劇作是瑪麗·羅伯茨·萊因哈特根據自己的小說《圓形樓梯》改編

年邁又單身的科妮莉亞·範·戈德（Cornelia Van Gorder）租用了一間古老且與世隔絕的長島豪宅，其隸屬於銀行行長考特利·弗萊明（Courtleigh Fleming）的莊園，而行長據報導在數月前去世。在風雨交加的晚上，豪宅的電忽明忽暗，大多數僕人深信鬧鬼，找藉口逃之夭夭。新聞報導說一名被稱為「蝙蝠」的神秘罪犯在這一區域逃脫警方追捕。科妮莉亞、自家女僕莉齊（Lizzie）和弗萊明旗下的日本男管家比利（Billy）呆在家中，之後科妮莉亞的姪女戴爾·奧格登（Dale Ogden）最近聘請的園丁布魯克斯（Brooks）加入行列。戴爾與弗萊明老朋友兼當地驗屍官威爾斯醫生（Dr. Wells）前來造訪，告訴科妮莉亞弗萊明銀行的出納員傑克·貝利（Jack Bailey）失蹤並涉嫌盜竊過百萬美元。科妮莉亞則告訴他倆有人想在晚上闖空門，所以邀請了警探過來。威爾斯離開後，安德森（Anderson）警探到來，科妮莉亞告知她懷疑弗萊明盜用公款，把錢藏在房子裏。當科妮莉亞把安德森帶進弗萊明的房間時，戴爾警告布魯克斯（實際上就是傑克·貝利，也是戴爾的未婚夫）安德森是名探長，布魯克斯也深信弗萊明把贓款藏起來，並希望找到這筆錢來洗清自己嫌疑。戴爾叫來弗萊明的姪子理查德（Richard，他把房子租給科妮莉亞），問可能的藏錢之處。理查德給她展示房子的藍圖，裏面有個隱藏的房間，可能會有錢。當他們爭奪藍圖時，黑暗中有人向理查德開槍，第一幕結束。
科妮莉亞叫威爾斯醫生回屋檢查理查德的屍體。戴爾認為其他人可能會覺得她為了藍圖殺掉理查德，所以要求威爾斯把其藏起來。剛載理查德到這座房子後就一直呆在車裏的律師雷金納德·貝雷斯福德（Reginald Beresford）進來，並認出了傑克，未婚夫的暴露讓戴爾不得不承認自己把有隱藏房間的藍圖給了威爾斯。威爾斯聲稱自己沒有藍圖，科妮莉亞透露其他指控他的證據，於是安德森要求單獨審訊他。威爾斯在審訊期間把安德森打昏，並把他拖進另個房間。在去隱藏房間前，一個自稱遭到襲擊後被綁在車庫裏並失去記憶的陌生人出現在露台門口，賓客嘗試認清這個未知男子時，發現被鎖在房子裏。第二幕結束時，科妮莉亞發現一張蝙蝠形的黑紙釘在門上，原來是「蝙蝠」的標誌。
第三幕從房子上層展開，在之前的隱藏房間裏有一名蒙面男子從保險箱取出錢袋。當戴爾找到房間時，男人逃跑並把她和錢鎖在裏面，其他人到場時只找到昏迷不醒的她。安德森再次出現，指控威爾斯偷錢並殺了理查德。科妮莉亞開始提出另個理論時，遭到未知男子上樓打斷，而安德森問他有關失憶的事項。科妮莉亞表示在屋頂看到個男人，大部分人都離開去找他，於是她趁此機會告訴戴爾、傑克和未知男子自己認為錢還在房間裏。他們在找錢時，傑克發現了考特利·弗萊明的屍體，明顯被殺不久。當科妮莉亞、戴爾和傑克爭論所見之事時，未知男子把房門鎖上，命令他們保持安靜。當蒙面男子從窗戶偷偷溜進來時，未知男子抓住了他，並透露自己是真正的安德森探長，而「蝙蝠」（蒙面男子）則偽裝成安德森。

## 歷史
瑪麗·羅伯茨·萊因哈特是20世紀初最成功的美國神秘小說作家。她以短篇小說開啟寫作生涯後，1908年出版的《圓形樓梯》很受大眾歡迎。1909年，百老匯製作人林肯·瓦根哈爾斯（Lincoln Wagenhals）和科林·肯珀（Collin Kemper）請求萊因哈特把她的中篇小說《七天》（Seven Days）搬上舞台，她同意與只有一齣產出劇作的年輕劇作家埃弗里·霍普伍德合作寫劇本。劇作《七天》於1909年11月在百老匯首演，並成為大熱。之後萊因哈特和霍普伍德各自寫劇本，直到《蝙蝠》才再次合作。

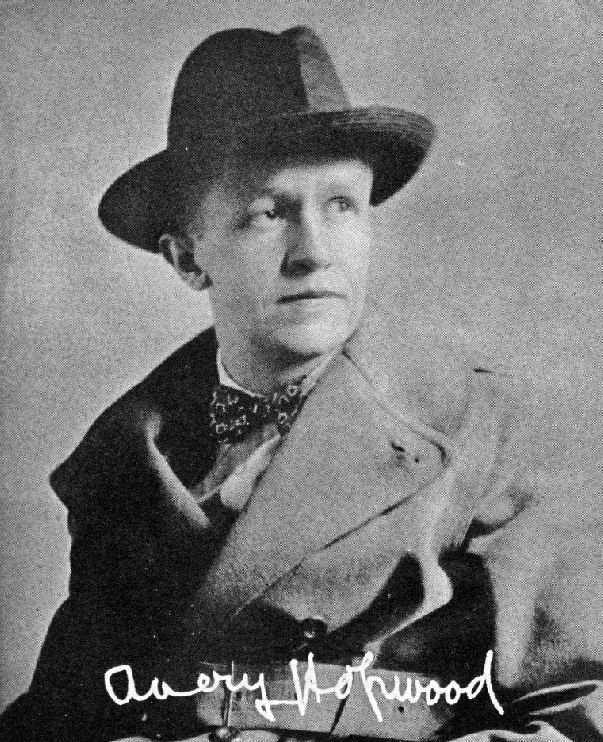
埃弗里·霍普伍德幫助萊因哈特完成劇作

1916年，萊因哈特問戲劇製作人愛德嘉·塞爾文如果一部神秘劇最後都沒揭開懸疑，他是否會覺得成功，塞爾文則回答這樣可以賺到百萬美元。萊因哈特決定以1915年改編成電影的《圓形樓梯》為這部劇的藍本。雖然她在1917年春季就展開劇作，但隨後第一次世界大戰的的發生，她就把心思放在美國戰爭部上，1918年秋季才完成前兩幕。萊因哈特在歐洲為戰爭部工作時，向霍普伍德尋求幫助，希望能完成劇本。霍普伍德很感興趣，但他在萊因哈特處於海外時沒有創作這部劇。

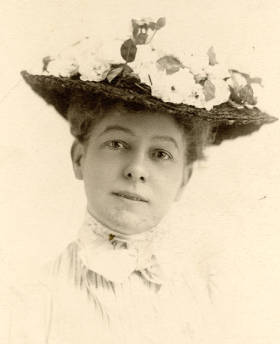
艾菲·埃爾斯勒在首版百老匯中飾演科妮莉亞

萊因哈特於1919年回來後，霍普伍德在她居住的宾夕法尼亚州塞維克利與其會合，並在當地和紐約一起完成劇作。萊因哈特和霍普伍德在寫《蝙蝠》時，瓦根哈爾斯和肯珀要他倆開展改編自1896年西班牙劇作《瑪麗亞·德爾·卡門》（María del Carmen）的《西班牙之爱》劇本，而這兩部劇都需要他們花費長時間創作。1920年4月初，他們為《蝙蝠》進行最後一輪更幽默的修訂。
萊因哈特和霍普伍德在1920年4月11日下午完成《蝙蝠》，不久後兒媳即將臨盆的消息把她叫走，而孫女在隔天一大早出生。萊因哈特決定挑起家庭義務，而錯過給瓦根哈爾斯和肯珀閱讀劇本，他們在霍普伍德展示草稿後很願意將其放上舞台。儘管萊因哈特參加了預演，但《蝙蝠》的排練和首演還是缺席。
在百老匯開幕前，這部劇以《夜晚盜賊》在華盛頓特區進行預演，於1920年6月14日在貝拉斯科劇院拉開帷幕。隔週在新泽西州大西洋城展開預演。隨著重新採用萊因哈特喜歡的標題，《蝙蝠》於1920年8月23日在莫羅斯科劇院開演。這部劇由瓦根哈爾斯和肯珀製作，而後者也兼顧導演一職。百老匯版本演出了867場後於1922年9月結束。在閉演之前，瓦根哈爾斯和肯珀派了六家巡迴劇團在美國巡迴演出。1922年1月23日，《蝙蝠》在倫敦西區的聖詹姆斯劇院進行327場演出。
這部劇在百老匯兩度重演。首次是由本·倫迪（Ben Lundy）製作和本傑明·F·卡姆斯勒（Benjamin F. Kamsler）導演，於1937年5月31日在美琪劇院作為夏季庫存節目開場，原定一週的演出延長至兩週11場。第二次於1953年1月20日在國家劇院開演，經歷23場後於同年2月7日結束。

## 選角

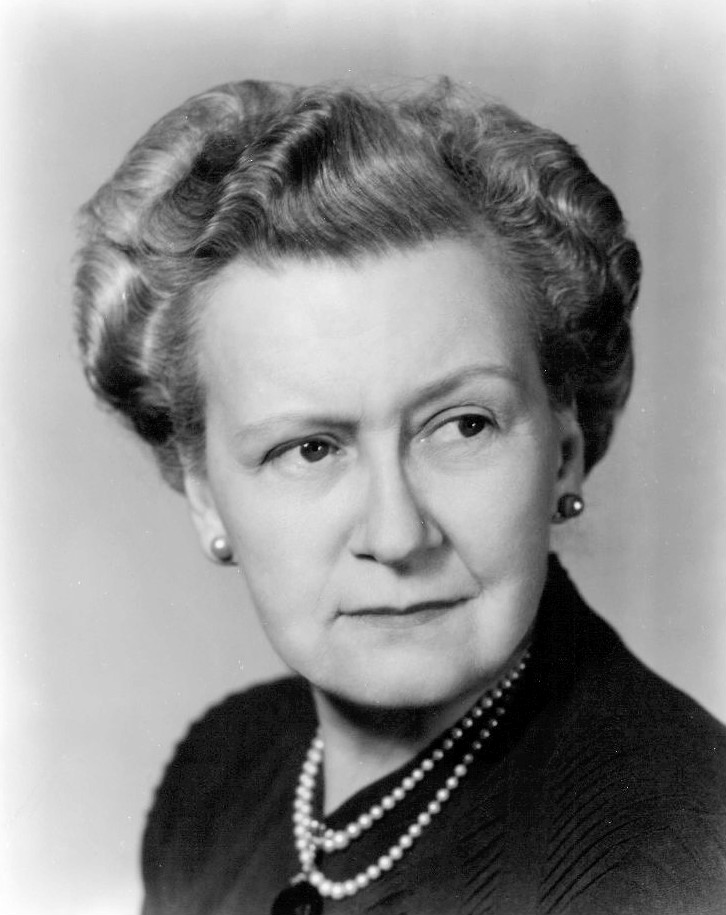
露塞爾·沃特森在1953年復排版飾演科妮莉亞

這部劇的主角是科妮莉亞·範·戈德，首版由艾菲·埃爾斯勒詮釋。儘管《蝙蝠》的演出時間異常的長，但埃爾斯勒從未缺席（包括她聽說丈夫去世的晚上），直到上演最後一週時她在台上摔倒才短暫離開。《蝙蝠》是她最後的百老匯角色。
瓦根哈爾斯和肯珀讓哈里森·亨特飾演劇作的同名角色。直到彩排前不久，他們才向亨特或其他演員展示蝙蝠身分被揭露的最後一幕。亨特原本以為他是演探長，但得知自己的角色是罪犯後感到很沮喪，儘管如此，他為劇加入巡演公司前在整個百老匯演出都一直擔任此角。1922年底，亨特詮釋蝙蝠時生病，並在一週後去世。
這部劇的主要喜劇調劑是莉齊，首版百老匯由梅·禾基斯飾演。禾基斯在1937年復排回歸角色，在原陣容飾演不同角色的理查德·巴羅斯（Richard Barrows）也同樣如此。原版的替補演員明妮特·巴瑞特在復排詮釋科妮莉亞。
《蝙蝠》的製作包括原百老匯、倫敦西區和後來兩次的百老匯復排，以下是每版首演之夜的演員陣容：
| 角色                                              | 百老匯                            | 西區                                           | 1937年復排                           | 1953年復排                          |
| ------------------------------------------------- | --------------------------------- | ---------------------------------------------- | ------------------------------------ | ----------------------------------- |
| 莉齊·艾倫 （Lizzie Allen）                        | 梅·禾基斯                         | 德魯希拉·威爾斯                                | 梅·禾基斯                            | 扎苏·皮茨                           |
| 科妮莉亞·範·戈德小姐                              | 艾菲·埃爾斯勒                     | 伊娃·摩爾                                      | 明妮特·巴瑞特                        | 露塞尔·沃特森                       |
| 比利                                              | 哈里·莫維爾 （Harry Morvil）      |                                                | 阿維德·保爾森 （Arvid Paulson）      | 哈里·肖·洛 （Harry Shaw Lowe）      |
| 布魯克斯/傑克·貝利                                | 斯圖爾特·塞奇 （Stuart Sage）     | 喬治·雷爾夫                                    | 諾曼·斯圖爾特 （Norman Stuart）      | 彼得·汉森 （Peter Hanson）          |
| 戴爾·奧格登小姐                                   | 安·莫里森 （Anne Morrison）       | 诺拉·斯温伯恩                                  | 琳達·李·希爾 （Linda Lee Hill）      | 寶拉·休士頓 （Paula Houston）       |
| 威爾斯醫生                                        | 愛德華·艾利斯                     | 艾力克斯·斯科特-加蒂 （Alexander Scott-Gatty） | 羅伯特·奧伯 （Robert Ober）          | 哈里·班尼斯特                       |
| 安德森探長/蒙面男子/蝙蝠                          | 哈里森·亨特                       | 阿瑟·旺特纳                                    | 赫爾曼·利布 （Hermann Lieb）         |                        |
| 理查德·「迪克」·弗萊明 （Richard "Dick" Fleming） | 理查德·巴羅斯 （Richard Barrows） | C·斯塔福德·狄更斯                              | 馬修·史密斯 （Matthew Smith）        | 勞倫斯·哈登                         |
| 雷金納德·貝雷斯福德                               | 肯尼斯·亨特 （Kenneth Hunter）    | 赫伯特·博林布魯克 （Herbert Bolingbroke）      | 艾瑞克·卡克赫斯特 （Eric Kalkhurst） | 查爾斯·普羅克特 （Charles Proctor） |
| 未知男子/安德森探長                               | 羅伯特·沃恩 （Robert Vaughan）    | 亞倫·傑伊斯                                    | 理查德·巴羅斯 （Richard Barrows）    |                        |

## 戏剧分析

### 改編
為了將《圓形樓梯》搬上舞台，萊因哈特和霍普伍德對角色和情節作出改動，最明顯的是增加化名為劇作名字的有派頭罪犯。小說的主要反派是挪用錢款的銀行家和幫助他假死的醫生。角色名稱全作修改，例如小說中的瑞秋·英尼斯（Rachel Innes）在劇作中變成科妮莉亞·範·戈德、她的姪女從格特魯德（Gertrude）變成德爾等，同時小說的重要人物也被刪去。雖有改動，但劇作還是保留小說中的許多元素，像是老姑婆主人公和姪女住在避暑別墅、房子裏的隱藏房間、銀行家和醫生之間的陰謀以及偽裝成園丁的銀行職員。

### 類型與結構
《蝙蝠》跟《圓形樓梯》一樣結合了神秘和喜劇，大部分笑料是科妮莉亞的女僕莉齊提供。謎團最後有個反轉，原本應該調查案件的探長實際上是反派。雖然早年神秘舞台劇的結局都差不多，但竟然戲弄到觀這部劇的百老匯觀眾。萊因哈特和霍普伍德為了維持合理性，特意檢查劇情的節奏（包括舞台外事件），並根據需要重寫來確定先後順序是真實無誤。霍普伍德告訴《紐約世界報》他們試圖讓這齣劇得「絕對合乎邏輯和沒有漏洞」。

## 反響

### 票房

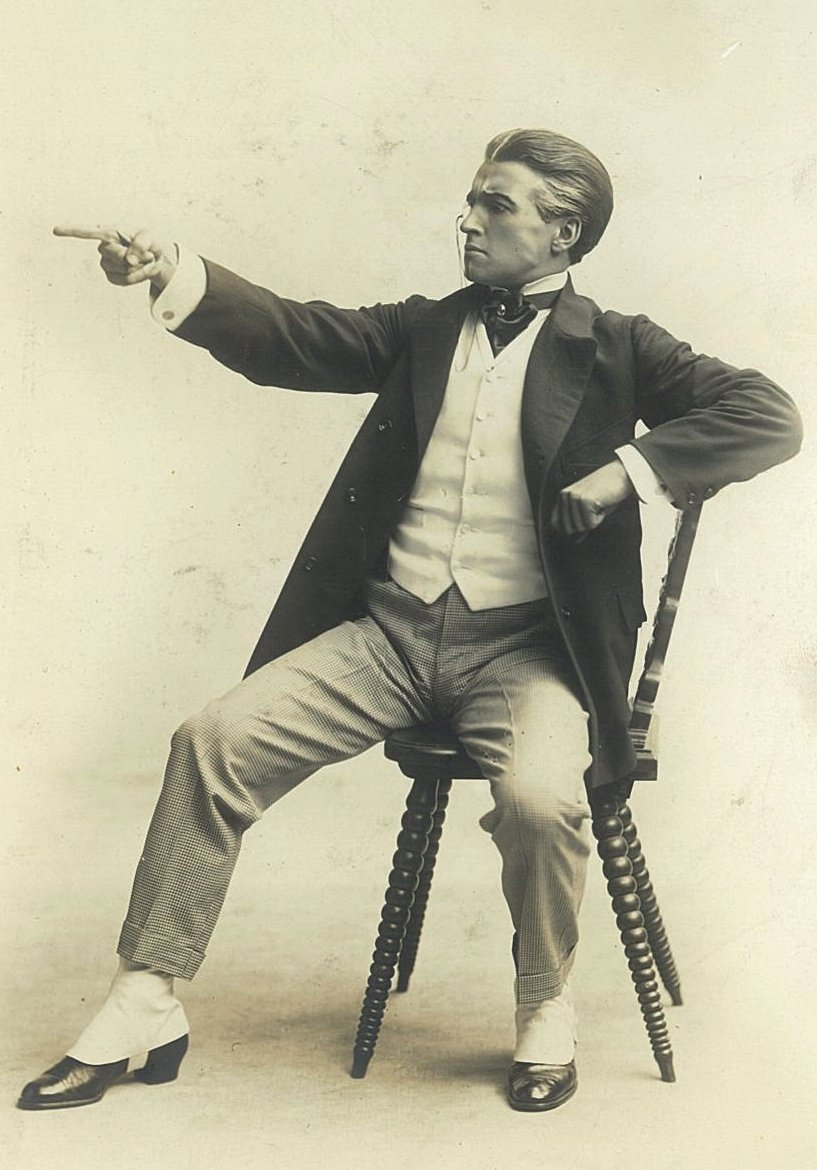
克勞德·雷恩斯在西區版飾演比利

憑藉多年的百老匯演出、超過九個月的西區以及幾家巡迴劇團同時巡演，《蝙蝠》收入十分可觀。《生活》的作家傑弗里·T·海爾曼於1946年撰寫萊因哈特簡介時，估計劇作的收入超過900萬美元。這是編劇和製作人最成功的劇作，而且首版結束時是歷史上表演次數第二多的百老匯作品。

### 評價
《蝙蝠》最初的百老匯版本取得好評，尤其是劇本和表演。《紐約時報》的亞歷山大·沃爾考特稱劇作具娛樂性和精彩表演於一身。《紐約論壇報》的海伍德·布朗覺得《蝙蝠》比前一週開演的《西班牙之愛》要好，並寫道劇作雖然可以忽略「低級趣味的插曲」，但還是「提供一連串傑出的緊張感」。《紐約電訊晚報》喜歡《蝙蝠》的笑料，並認為劇作是「紐約有史以來最好的神秘劇」。《布魯克林每日鷹報》稱《蝙蝠》「三幕充滿著謎團和樂趣」，比《七天》更好。
劇作的1922年倫敦版也獲得讚譽。《旁觀者》的W·J·特納寫道劇作驚心動魄，稱讚摩爾詮釋的科妮莉亞，但討厭威爾斯飾演的「滑稽」莉齊。《旁觀》稱《蝙蝠》「從頭到尾都讓人興奮不已」。
1937年在百老匯復排時，許多評論稱後來的版本都是模仿較多，所以劇作不再是那么一回事儿。《紐約時報》的爱金生覺得「不是最初那般會讓人尖叫的劇」，但還是很有趣。《布魯克林每日鷹報》的亞瑟·波洛克（Arthur Pollock）稱《蝙蝠》呈現出歲月，以及比起不寒而慄更會引人發笑。雖然爱金生更喜歡1953年的復排和舊故事的「單純」，但其他評論則覺得劇作早已過時。

## 改編與後續

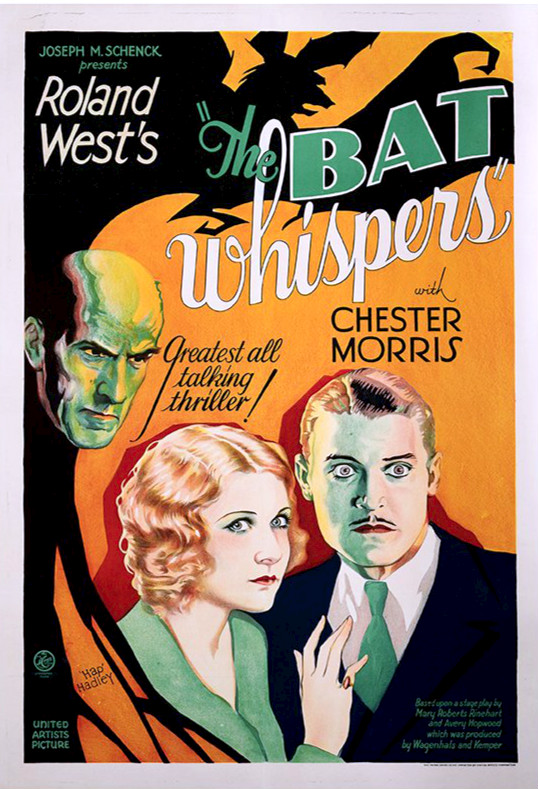
1930年電影《蝙蝠密语》改編自劇作

《蝙蝠》被認為是神秘喜劇的經典例子，劇評人約瑟夫·特瓦德爾·希普利稱其為「我們最流行、最令人發抖的謀殺神秘劇」。劇作的許多元素放在現今都是陳腔濫調。《蝙蝠》的成功掀起神秘作品混合喜劇的模仿，當中都是一些角色認為陰沉老宅在鬧鬼。約翰·威拉德的《貓和金絲雀》於1922年2月在百老匯上演，共演出349場。另一個成功的模仿是克萊恩·威爾伯的《巨魔》，同年8月在百老匯展開帷幕。雷夫·斯彭斯的1925年劇作《大猩猩》滑稽模仿了這種類型，宣傳廣告聲稱其「勝過《蝙蝠》」。
電影版很快接踵而來，包括《巨魔》的1925年改編以及《貓和金絲雀》和《大猩猩》多版改編。1920年代後期，神秘片在現場劇院開始不受歡迎，但像詹姆斯·惠爾的和《蝙蝠》的幾部改編等這種類型電影還是持續存在。

### 電影
萊因哈特於1915年將《圓形樓梯》的電影版權賣給製片人威廉·塞利格的塞利格透鏡公司，並同年發行小說的電影版。萊因哈特為了避免與《蝙蝠》的改編電影產生衝突，所以五年後將塞利格手中又買回來版權。然而塞利格於1921年利用劇作的成功，重新發行時把電影改成《蝙蝠》，瓦根哈爾斯和肯珀因此提出訴訟來阻止塞利格使用這一名稱。
三部電影改編了最初的百老匯劇作。首部是默片，由羅蘭·韋斯特執導和監製，並協同朱利安·約瑟夫森和小喬治·馬里恩一起創作劇本，和埃迪·格里本分別詮釋科妮莉亞和蝙蝠。韋斯特的妻子喬維爾·卡門飾演戴爾·奧格登，這也是她的最後一個電影角色。韋斯特在晚上開拍，好讓演員沈浸在驚悚片的氛圍裏。電影於1926年3月14日由發行。韋斯特去年執導模仿《蝙蝠》的改編作品《巨魔》，而影評人認為《蝙蝠》是上部電影的修繕。影片上映後叫好叫座。這部電影數十年來都被認為已經散失，但於1980年代發現底片。
隨著有聲電影的商業化，韋斯特四年後重製故事為《蝙蝠密语》。重製作品於1930年11月29日由聯藝電影發行，和分別主演蝙蝠和戴爾，而英國女演員格雷斯·漢普頓則詮釋科妮莉亞。韋斯特讓兩名攝影師拍攝電影的不同版本來測試早期的寬銀幕技術，一名使用標準35毫米膠片的攝像機，另一名則用全新65毫米膠片的「闊影」攝像機。與早年默片的改編作品一樣，《蝙蝠密语》也被認為已散失，直到加州大學洛杉磯分校影視檔案館於1988年從重新發現的底片中恢復標準和寬銀幕版。電影評價褒貶不一，具有實驗性的寬銀幕版票房失利。漫畫書創作者鲍勃·凯恩在1989年自傳《蝙蝠俠與我》表示《蝙蝠密语》的反派啟發了角色蝙蝠俠。
克萊恩·威爾伯創作和執導了《蝙蝠》的第三部改編，於1959年8月9日由同盟藝人發行。這版主要強調恐怖性，像是蝙蝠（加文·戈登飾演）會撕開受害人的喉嚨。威爾斯醫生（恐怖片明星飾演）角色戲份更重，而主演科妮莉亞。這部改編上映後的評價好壞參半。影片版權過期後被廣泛使用，屬於公有領域。

### 其他改編
為了更好地區分《蝙蝠》和《圓形樓梯》，劇作的小說版於1926年由喬治·H·杜蘭公司出版。雖然這本書作者是冠上萊因哈特和霍普伍德的名字，但其實是史蒂芬·文森特·本納特代筆。
《蝙蝠》也數次被改編成電視劇。WOR-TV的獨立單元劇《百老匯電視劇院》於1953年11月23日首播，此版本由、艾丽斯·皮尔斯和傑·強斯汀參演。1960年3月31日，電視台的《陶氏偉大神秘作品一小時》特輯首集便是《蝙蝠》，由、玛格丽特·哈米尔顿和主演。1978年7月30日，西德聯播網黑森廣播公司推出電視電影《蜘蛛殺手》（Der Spinnenmörder），並於同年8月5日在奧地利廣播集團重播。
1992年8月，冒險漫畫推出改編劇作的單篇漫畫書。漫畫作出很明顯的改動，當中科妮莉亞·範·戈德更年輕，並多了個是殺手的邪惡孪生姐妹。

### 文獻
- Atkinson, Brooks. . The New York Times. 1937-06-01: 27.
- Atkinson, Brooks. . The New York Times. 1953-01-21: 28  [2022-05-09]. （原始内容存档于2022-05-09）.
- Bader, Arno L. . Quarterly Review: A Journal of University Perspectives. 1959-12-05, 66 (10): 60–68.
- Bordman, Gerald. . New York: Oxford University Press. 1996. ISBN 0-19-535808-2. OCLC 252547085.
- Broun, Heywood.  (PDF). New-York Tribune. 1920-08-24: 10 –Fultonhistory.com.
- Cohn, Jan. . Pittsburgh, Pennsylvania: University of Pittsburgh Press. 1980. ISBN 0-8229-3401-9. OCLC 464222615.
- Hallenbeck, Bruce G. . Jefferson, North Carolina: McFarland. 2009. ISBN 978-0-7864-3332-2. OCLC 838246655.
- Hischak, Thomas S. . Lanham, Maryland: Rowman & Littlefield. 2017. ISBN 978-1-4422-5605-7. OCLC 964698534.
- Hutchings, Peter. . New York: Routledge. 2014 [2004]. ISBN 978-0-582-43794-4. OCLC 910536643.
- Kabatchnik, Amnon. . Lanham, Maryland: Scarecrow Press. 2009. ISBN 978-0-8108-6123-7. OCLC 190860037.
- Kitchen, Karl K. . Michigan Quarterly Review. Winter 2007, 46 (1). hdl:2027/spo.act2080.0046.102. Reprinted from Kitchen, Karl K. . New York World. 1920-10-10.
- Klepper, Robert K. . Jefferson, North Carolina: McFarland. 2005 [1999]. ISBN 978-0-7864-2164-0. OCLC 439709956.
- Klünder, Achim (编). . Munich: K G Saur. 1991. ISBN 3-598-10836-2. OCLC 468103594.
- Lachman, Marvin. . Jefferson, North Carolina: McFarland. 2014. ISBN 978-0-7864-9534-4. OCLC 891369417.
- Leonard, William Torbert. . Metuchen, New Jersey: Scarecrow Press. 1981. ISBN 0-8108-1374-2. OCLC 938249384.
- MacLeod, Charlotte.  Kindle. New York: MysteriousPress.com/Open Road. 2016 [1994]. ISBN 978-1-5040-4256-7. OCLC 964404207.
- MacQueen, Scott. . American Cinematographer. 1988-09, 69 (9): 34–40.
- MacQueen, Scott. . Tibbetts, John C. & Welsh, James M.  (编). . Lanham, Maryland: Scarecrow Press. 2010: 84–91. ISBN 978-0-8108-7678-1. OCLC 939038742.
- Mann, Thomas. . Jefferson, North Carolina: McFarland. 2004. ISBN 0-7864-1722-6. OCLC 54408114.
- Mantle, Burns. . Boston: Small, Maynard, & Company. 1921. OCLC 71401622.
- Nathans, Heather. . Bryer, Jackson R. & Hartig, Mary C.  (编).  2nd. New York: Facts on File. 2010. ISBN 978-0-8160-7748-9. OCLC 642206213.
- Nissen, Axel. . Jefferson, North Carolina: McFarland. 2016. ISBN 978-0-7864-9732-4. OCLC 965940861.
- Pollock, Arthur. . Brooklyn Daily Eagle. 1937-06-01: 21  [2022-05-09]. （原始内容存档于2017-05-19） –Newspapers.com.
- Rigby, Jonathan. . London: Reynolds & Hearn. 2007. ISBN 978-1-905287-25-3. OCLC 70845190.
- Rinehart, Mary Roberts & Hopwood, Avery. . Cerf, Bennett & Cartmell, Van H.  (编). . Garden City, New York: Doubleday, Doran and Company. 1944: 491–564. OCLC 851201450.
- Rinehart, Mary Roberts & Hopwood, Avery.  (PDF). ULS Digital Collections. University of Pittsburgh Library System. 1945  [2017-10-07]. （原始内容存档 (PDF)于2017-04-12）.
- Roberts, Jerry. . New York: Applause Theatre & Cinema Books. 2003. ISBN 1-55783-512-8. OCLC 845554400.
- Sharrar, Jack F. . Ann Arbor, Michigan: University of Michigan Press. 1998 [1989]. ISBN 0-472-10963-4. OCLC 924828273.
- Shipley, Joseph T. . Washington, DC: Public Affairs Press. 1956. OCLC 438473745.
- Soister, John T. & Nicolella, Henry. . Jefferson, North Carolina: McFarland. 2012. ISBN 978-0-7864-3581-4. OCLC 940027817.
- Steinberg, Mollie. . Brooklyn Daily Eagle. 1937-06-13: 2C  [2022-05-09]. （原始内容存档于2017-05-19） –Newspapers.com.
- Terrace, Vincent.  2. Jefferson, North Carolina: McFarland & Company. 2013. ISBN 978-0-7864-7444-8. OCLC 844373010.
- Turner, W. J. . The Spectator. 1922-02-04: 143–144.
- Vieira, Mark A. . New York: Harry N. Abrams. 2003. ISBN 0-8109-4535-5. OCLC 474111931.
- Wainer, Alex M. . Jefferson, North Carolina: McFarland & Company. 2014. ISBN 978-0-7864-7128-7. OCLC 900723926.
- Wainscott, Ronald Harold. . New Haven, Connecticut: Yale University Press. 1997. ISBN 0-300-06776-3. OCLC 35128122.
- Wearing, J. P.  2nd. Lanham, Maryland: Rowman & Littlefield. 2014. ISBN 978-0-8108-9301-6. OCLC 863695327.
- Weber, Ronald. . Athens, Ohio: Ohio University Press. 1997. ISBN 0-8214-1204-3. OCLC 469598842.
- Woollcott, Alexander. . The New York Times. 1920-08-24: 6  [2022-05-09]. （原始内容存档于2017-10-15）.

## 外部連結
- 《蝙蝠》，互聯網百老匯資料庫
- 匹茲堡大學圖書館系統中的瑪麗·羅伯茨·萊因哈特論文 Archive.today的存檔，存档日期2014-06-02
- LibriVox中的公有领域有声书《蝙蝠小說版》